# 오로슈하저

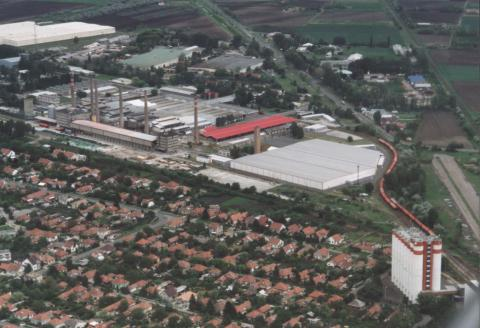
오로슈하저

오로슈하저(헝가리어: Orosháza)는 헝가리 베케시 주에 위치한 도시로 면적은 202.22km2, 인구는 28,888명(2013년 기준), 인구 밀도는 146.52명/km2이다.